# Adolf Schulken
Adolf Schulcken (auch: Schulken) (* 18. September 1569 in Geldern; † 11. März 1626 in Köln) war Generalvikar im Erzbistum Köln.

## Leben
Schulcken wurde als Sohn des Dirick Schulcken und seiner Frau Margaretha in Geldern geboren. Er hatte noch eine jüngere Schwester Anna, die 1571 geboren wurde.
Er besuchte das Montanergymnasium in Köln. 1599 erwarb er dort den Grad eines Magister Artium. Anschließend lehrte er selbst an diesem Gymnasium. Etwa gleichzeitig ist er als Dozent der Artistenfakultät in Köln eingetragen, die ihn 1606 zu ihrem Dekan wählte.
1602 wurde er Baccalaureus im Fach Theologie, 1604 zum Lizentiat und 1609 zum Doktor der Theologie promoviert. Von da an hielt er auch theologische Vorlesungen an der Kölner Universität. Ab 1616 war er auch Dekan dieser Fakultät.
Er lässt sich ab 1605 als Kanoniker von St. Georg und ab 1606 als Pfarrer von Klein St. Martin in Köln nachweisen.
Von Oktober 1616 bis 1626 bekleidete er das Amt eines Generalvikars im Erzbistum Köln. Erst ab 1618 war er auch Mitglied im Kölner Domkapitel.  Vom 2. Dezember 1623 bis zum 8. Oktober 1625 war er auch Rektor der Universität Köln.
Während seiner Amtszeit als Generalvikar unternahm er Visitationsreisen ins Dekanat Bergheim, nach Neuß, Kempen, Bonn, in die Eifel und ins Herzogtum Westfalen.
Adolf Schulcken starb am 11. März 1626 in Köln. Er wurde in der Engelbertuskapelle im Kölner Dom beigesetzt. Er bestimmte einen Teil seines Vermögens zu einer Studienstiftung (Schulckeniana), die noch im 19. Jahrhundert in Köln verwaltet wurde. 

### Werke
- „Dankpredigt für den Sieg Ferdinands II. über die Böhmen“, 1620
- „Leichenrede auf den Erzherzog Albert“, 1621
- „Festrede bei der Feier der Heiligsprechung des Ignatius von Loyola und des Franz Xavier in St. Andreas in Köln“, 1622
- „Zwei Reden auf die h. Theresia“, 1622.

## Schriften
Apologia pro Bellarmino, S. R. E. Cardinali. adversus librum falso inscriptum Apologia R. Widdrington, Köln 1613.